# Robert Habeck
Robert Habeck (Lubeca, 2 de septiembre de 1969) es un escritor, filósofo y político alemán. Es miembro del partido Alianza 90/Los Verdes, cuya presidencia asumió en 2018 junto con Annalena Baerbock a quien apoyó durante su candidatura a la cancillería en las elecciones federales alemanas en el año 2021. Asumió como vicecanciller de Alemania y ministro federal de Economía y Protección Climática en el Gabinete Scholz desde 2021 hasta 2025.

## Biografía

### Vida personal
Robert Habeck nació en Lübeck. De 1976 a 1989 fue a la escuela Heinrich-Heine en Heikendorf, en Schleswig-Holstein, donde vivía con su familia. Durante su adolescencia se comprometió en el periódico estudiantil de su escuela. Asimismo, fue elegido delegado de estudiantes. Tras su bachillerato en 1989, hizo un servicio civil (una alternativa al servicio militar obligatorio que ofrecía Alemania en aquel entonces) en la asociación Elternverein Leben mit Behinderung [Asociación de padres: La vida con una discapacidad] en Hamburgo donde se ocupaba de discapacitados.
En 1991, empezó sus estudios en Friburgo. Durante un intercambio con el programa de Erasmus en el año 1992 estudió en Dinamarca donde conoció a su esposa Andrea Paluch (una escritora alemana que vivía en Dinamarca en esa época). La pareja se casó en 1996 y tuvo cuatro hijos. La familia, que se comunica en alemán y danés, se mudó a un pueblo cerca de la frontera danesa. Habeck y Paluch trabajaron como escritores autónomos por unos años. Actualmente, el escritor se concentra en obras con reflexiones sobre asuntos políticos. 

### Trayectoria profesional
En 1991, Robert Habeck empezó sus estudios en Filosofía, Germanística y Filología en la Universidad de Friburgo. Se graduó en 1996. En 2000, Habeck terminó su doctorado en filosofía en la Universidad de Hamburgo. Después, empezó a trabajar como escritor autónomo y entró al partido Alianza 90/Los Verdes en el año 2002.

### Carrera política
Tras su entrada en el partido, Habeck fue elegido presidente de los verdes para la comunidad Schleswig-Flensburgo en 2008. Asumió el cargo hasta que se convirtió en el presidente del grupo parlamentario de los verdes para el estado federado de Schleswig-Holstein en 2009. 
En 2018, se convirtió en el ministro de Transición energética, Agricultura, Medioambiente y Territorios rurales. Asimismo, asumió el cargo de vicepresidente de Schleswig-Holstein. Fue copresidente del partido Alianza 90/Los Verdes desde el 27 de enero de 2018 hasta el 29 de enero de 2022, junto con Annalena Baerbock. Ambos representaban una tendencia centrista y estaban abiertos a la idea de una coalición con la CDU. En 2021, la apoyó en su candidatura como nueva canciller para Alemania renunciando a su propia candidatura para dar prioridad a la cuestión de género.

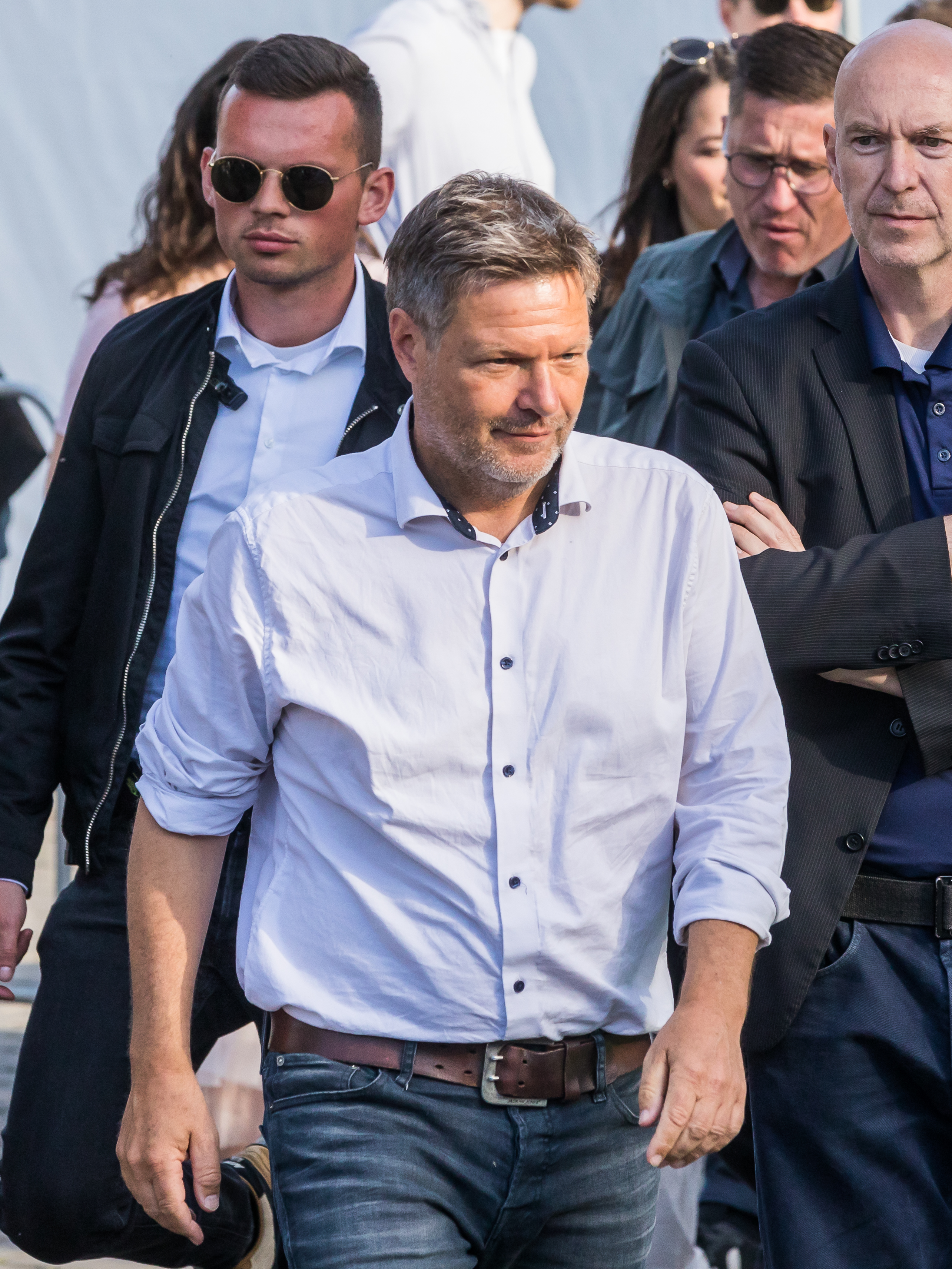
Habeck en 2022.

Tras la constitución del Gabinete Scholz, Habeck asumió como Vicecanciller de Alemania y Ministro Federal de Economía y Protección Climática. El acuerdo de coalición entre los partidos del gobierno establece objetivos medioambientales moderados, entre los que destaca el cierre de las centrales eléctricas de carbón para 2030, aunque algunas de ellas serán sustituidas por centrales de gas.

### Posición política
Robert Habeck decidió unirse a los verdes con la meta de construir un nuevo carril bici en su ciudad. A lo largo del tiempo empezó a comprometerse más dentro del partido. Actualmente, apuesta por sacar adelante la transición energética y por un sistema social en donde los ciudadanos son el centro de la sociedad. Trabaja por una cohesión social reforzada, así como la protección de animales y del medioambiente. Además, se inclina una política común dentro de la Unión Europea. Desde su perspectiva, hay que mirar más allá de las fronteras nacionales. En general, anima a hacer políticas más ambiciosas para allanar el camino para un futuro más sostenible.
Descrito como representante del ala derecha del partido ecologista, no asusta a los círculos industriales, tradicionalmente reticentes a la ecología. Nikolas Stihl, jefe de la empresa Stihl especializada en motores, cree incluso que representa "la reconciliación entre la economía y la ecología".
Para Bruno Odent, periodista de L'Humanité, el dúo Robert Habeck-Annalena Baerbock al frente de Alianza 90/Los Verdes es la "culminación de una larga deriva derechista" del partido, cuya plena conversión a la economía de mercado y al atlantismo lo ha alejado significativamente del "compromiso social y el pacifismo radical de los primeros tiempos del movimiento ecologista".

### Trabajo como escritor, filósofo y traductor
Junto con su esposa, Andrea Paluch, escribió varios libros y tradujo lírica inglesa, así como obras literarias del inglés al alemán. En 1996, su esposa y él ganaron el premio “Hamburger Literaturpreis” (Premio Hamburgo de Literatura). Habeck publicó libros infantiles, novelas y libros con reflexiones sobre la política.

### Obras (disponibles en alemán)

#### Obras literarias
Das Land in mir. Gedichte. [Traducción literal al castellano: El país dentro de mí. Poemas.] R. Habeck: Heikendorf, 1990
Traumblind. Ein Gefühl wie Freiheit. [Traducción literal al castellano: Ciego como si fuera un sueño. Una sensación como la libertad.] SOLDI-Verlag: Hamburgo, 1990
Casimir Ulrich Boehlendorffs Gedichte: eine stilkritische Untersuchung, [Traducción literal al castellano: Los poemas de Casimir Ulrich:  una investigación crítica relativo a su estilo], Königshausen und Neumann: Würzburg, 1997
En colaboración con Andrea Paluch: Hauke Haiens Tod. [Traducción literal al castellano: La muerte de Hauke Haiens], S. Fischer: Fráncfort Meno, 2001
Die Natur der Literatur. Zur gattungstheoretischen Begründung literarischer Ästhetizität [Traducción literal al castellano: La naturaleza de la literatura. Reflexiones sobre la estética del género literario.], Königshausen & Neumann: Hamburgo, 2000
En colaboración con Andrea Paluch: Jagd auf den Wolf. [Traducción literal al castellano: Cazando el lobo], Múnich, 2001; edición revisada Ruf der Wölfe. [Traducción literal al castellano: Llamado de los lobos], Edel Kids Books: Hamburgo 2019
En colaboración con Andrea Paluch: Der Schrei der Hyänen [Traducción literal al castellano: El grito de las hienas], Piper: Múnich, 2004
En colaboración con Andrea Paluch: Der Tag, an dem ich meinen toten Mann traf. [Traducción literal al castellano: El día en que vi a mi esposo muerto], Piper: Múnich, 2005
En colaboración con Andrea Paluch: Zwei Wege in den Sommer. [Traducción literal al castellano: Dos caminos hacia el verano], Patmos: Düsseldorf, 2006
En colaboración con Andrea Paluch: Unter dem Gully liegt das Meer. [Traducción literal al castellano: El mar está debajo de la alcantarilla], Patmos: Düsseldorf, 2007
Verwirrte Väter – oder: Wann ist der Mann ein Mann. [Traducción literal al castellano: Padres confusos – o: cuando es un hombre un hombre de verdad], Gütersloher Vertragshaus: Gütersloh, 2008
En colaboración con Andrea Paluch: Revolution in Kiel: Mit dem Schauspiel „Neunzehnachtzehn“ [Traducción literal al castellano: 1918 – Revolución en Kiel: Con la pieza “Dieciochodiecinueve”], Boyens: Heide, 2008
En colaboración con Andrea Paluch: SommerGIG [Traducción literal al castellano: GIG del verano.], Düsseldorf, 2009
En colaboración con Steen W. Pedersen: Logo! Tekstbog [Traducción literal al castellano: ¡Logo! Cuaderno de ejercicios en danés], Gyldendal Uddannelse: Copenhague, 2009

#### Obras políticas
Patriotismus: ein linkes Plädoyer. [Traducción literal al castellano: Patriotismo: un alegato de la izquierda.], Gütersloher Vertragshaus: Gütersloh, 2010
Wer wagt, beginnt. Die Politik und ich. [Traducción literal al castellano: Quien se atreve, gana. La política y yo.], Kiepenheuer & Witsch: Colonia, 2016
Wer wir sein könnten. Warum unsere Demokratie eine offene und vielfältige Sprache braucht. [Traducción literal al castellano: Quienes podríamos ser. Porque nuestra democracia necesita una lengua abierta y diversa.], Kiepenheuer & Witsch: Colonia, 2018
Von hier an anders. Eine politische Skizze. [Traducción literal al castellano: A partir de ahora diferente. Un esbozo político.], Kiepenheuer & Witsch: Colonia, 2021